# Sam Neuman
Sam Neuman (...) è uno sceneggiatore e scrittore statunitense.

## Filmografia parziale
(i titoli dei film sono messi inglese salvo la 2 e la 4)
- Hitler (1962)
- L'urlo dei sioux (1952)
- The Hoodlum (1951)
- L'agguato degli apaches (1950)
- Federal Man (1950)
- Timber Fury (1950)
- Down Missouri Way (1946)
- The Enchanted Forest (1945)
- Machine Gun Mama (1944)
- Dixie Jamboree (1944)
- Career Girl (1944)
- Hitler – Dead or Alive (1942)

Neuman ha scritto anche per la televisione come: Le avventure di Charlie Chan, Perry Mason, The Outer Limits e Hawaii Five-O.